# Darth Plagueis
Darth Plagueis - også kaldet Plagueis den Vise - er en legendarisk og magtfuld Sith-fyrste nævnt i Star Wars Episode III: Revenge of the Sith af Kansler Palpatine (aka Darth Sidious) i forbindelse med hans evner der siges at have overgået alle, både før og siden. Én af dem skulle være at redde dem han elskede fra døden, kun for at blive snigmyrdet mens han sov af sin lærling efter at have lært evnen. Denne historie er med til at lokke Anakin Skywalker over til den mørke side af kraften, da han har haft drømme om sin kones (Padmé Amidala) død.
Darth Plagueis med det borgerlige navn Hego Damask stammede oprindelig fra planeten Muunilinst, og var selv en Muun. Dermed var han også som alle andre muuns bankuddannet, og overtog i en tidlig alder kontrollen med Damask-klansens pengeaffærer, hvilket gjorde ham hovedrig.
Han havde to mål; dels at destabilisere galaksen, så sith-fyrsterne kunne "hjælpe civilisationen tilbage til dens storhed", og dels evigt liv. Han opnåede til dels det første, ved som en af de få at kunne manipulere midiklorianerne i andres kroppe og selv optage dem. Dermed kunne han i teorien have levet evigt, hvis ikke han var blevet snigmyrdet af hans lærling, Darth Sidious.
Et andet virkemiddel Darth Plagueis gjorde brug af var hans enorme rigdomme, som gav ham mulighed for at hjælpe planetsystemer der tjente hans sag, og bremse dem der ikke gjorde. Dette arbejde sled i høj grad på et - på det tidspunkt - allerede slidt galaktisk imperium, så grunden blev lagt til Darth Sidius' senere magtovertagelse, og Darth Plagueis blev dermed den der for alvor gjorde det muligt for Sith-fyrsterne at komme ind i magtens centrum i det gamle galaktiske imperium.